# Vegemite
Vegemite (AFI: ['vɛdʒɪˌmaɪt]) es la marca registrada para una pasta de untar de carácter alimenticio, de color marrón oscuro y sabor salado, elaborada con extracto de levadura. Se emplea principalmente como ingrediente de untar en los sándwiches y las tostadas, aunque existen recetas para que sea de vez en cuando empleada en la cocina. Es un alimento muy popular en Australia y Nueva Zelanda y se conoce como uno de los alimentos nacionales de Australia - puede ser encontrado en muchos lugares en los que hay comunidades de australianos como por ejemplo Londres. El Dr. Cyril P. Callister, tecnólogo en alimentación, inventó el producto Vegemite en el año 1923, en el que su patrón, perteneciente a la compañía del australiano Fred Walker, hizo que desarrollara una pasta basada en un subproducto de la levadura de cerveza cuando tras la guerra se había interrumpido la fuente de pastas de untar importadas de la levadura.
La marca que fabrica y comercializa este producto en la actualidad es la empresa Kraft Foods, una multinacional estadounidense que forma parte de Altria Group con diferentes compañías. En Europa el Vegemite australiano está disponible con alguna regularidad sólo en algunas tiendas del Reino Unido.

## Características
El Vegemite se elabora del extracto de levadura que existe sobrante de la industria cervecera. Dicho de esta forma es un subproducto de la fabricación de la cerveza. Al producto se le añaden algunos ingredientes más. El gusto es difícil de describir. Una de las principales características es la de ser extremadamente salado y levemente amargo (gusto adquirido), en cierta forma similar al gusto del caldo de la carne de res. La textura es lisa, asemejándose a la de la margarina.
Mientras que es muy popular en Australia y Nueva Zelanda, no se ha puesto a la venta con éxito en otros países. No obstante, el Vegemite no gusta a todos los australianos, pero sí se debe tener en cuenta que se tiene como un símbolo culinario de Australia. Está disponible en cualquiera de los supermercados de este país.

## Historia
Cuenta la historia que el nombre de Vegemite fue escogido al azar por la hija de Fred Walker, Sheilah, de un conjunto de sílabas en pedazos de papel que había en un sombrero. Este producto, ya desde su nacimiento, compite cada vez más fuertemente con el británico Marmite. Vegemite ya era conocido en el año 1928 y en 1935, con el nombre de “Parwill”, se comercializaba bajo un eslogan publicitario que rezaba: "Marmite but Parwill" — that is, "Ma (mother) might not like the taste but I'm sure Pa (father) will." que en español significa: "Marmite pero Parwill"- eso es, "a mamá podrá no gustarle el sabor pero estoy seguro de que a papá sí". Esta tentativa de ampliar cuotas de mercado fracasó y el nombre se cambió de nuevo a Vegemite. Hoy en día Vegemite se vende más que el Marmite en Australia y Nueva Zelanda.

## Preparación
El Vegemite se puede untar muy finamente en conjunción con mantequilla para ayudar a ablandar el gusto fuerte que posee, o se puede servir con rebanadas de queso derretido. En Australia se sirve una tostada especial denominada "tostada tigre" ('tiger toast') en la que se intercala vegemite con queso de sobre, se mete todo en el horno y al fundirse el queso la tostada va tomando una apariencia visual semejante a la piel entreverada de un tigre. Existe también un preparado denominado "cheesymite scroll" o "cheddarmite scroll" producida por las panaderías en Australia, los pasteles espirales sabrosos incluyen la extensión de queso y Vegemite. Una cucharilla de Vegemite se suele añadir a algunos platos australianos para darles un "toque australiano".

## Marca

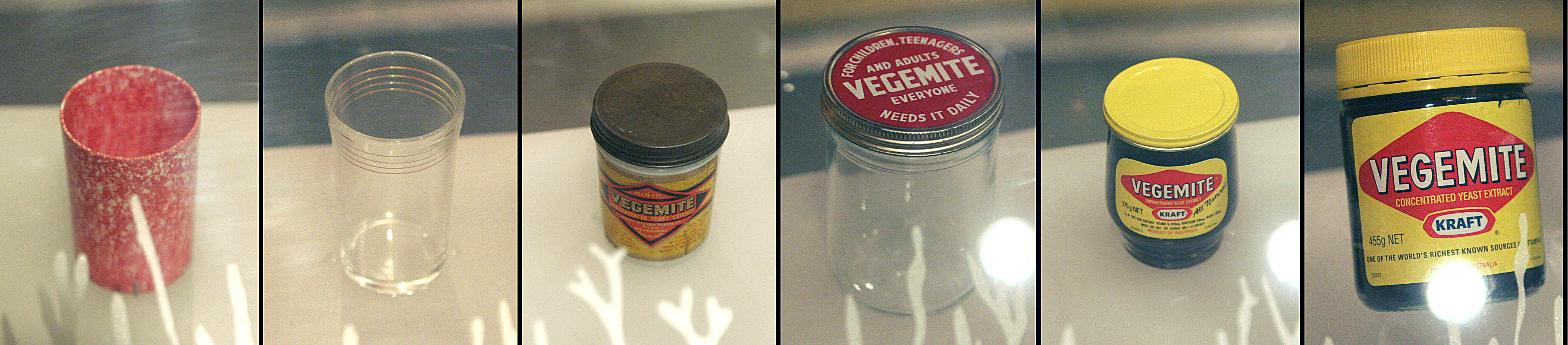
Diferentes tarros de Vegemite en el National Museum of Australia.

Vegemite ha crecido en popularidad debido a las campañas de marketing que empezaron en 1954, empleando grupos de gente sonriente, chicos atractivos de apariencia sana y muchos de ellos cantaban canciones populares que se titulaban "We're happy little Vegemites" (Somos unos felices vegemites). Parte de la letra (en inglés) es:

We're hap-py lit-tle veg-e-mites
as bright as bright can be,
we all en-joy our Ve-ge-mite
for break-fast, lunch, and tea
our mum-mies say we're grow-ing stron-ger
eve-ry sin-gle week
be-cause we love our Ve-ge-mite
we all a-dore our Ve-ge-mite
it puts a rose in eve-ry cheek
:(somos pequeños vegemitas felices
tan radiantes cuan radiantes podemos ser
todos nosotros disfrutamos nuestro vegemite
para el desayuno, almuerzo y merienda
nuestras mamis dicen que estamos poniéndonos más fuertes
a cada semana
por que amamos nuestro vegemite
todos nosotros adoramos nuestro vegemite
nos pone un chapete en cada mejilla)